# تيست درايف 5
تيست درايف (بالإنجليزية: Test Drive 5)‏ ، هي لعبة إلكترونية من نوع سباق السيارات، وهي الجزء الخامس من سلسلة تيست درايف، أنتجت عام 1998م، وتعمل على نظامي التشغيل بلاي ستيشن ومايكروسوفت ويندوز.

## وصلات خارجية
- Pitbull Syndicate page
- Accolade page
- Infogrames page